# 101 Рейк'явік
«101 Рейк'явік» (ісл. 101 Reykjavík) — ісландська комедія 2000 року режисера Балтасара Кормакура за мотивами однойменного твору ісландського письменника Гатльґрімура Гелґасона.

## Сюжет
Двадцятип'ятилітній Глинур (Гілмір-Снайр Ґуднасон) веде вкрай недолугий спосіб життя: живе на допомогу з безробіття з матір'ю (Ганна-Марія Карлсдоттір), дні просиджує за комп'ютером, онанірує під порнографію, а ночами напивається на вечірках у клубі приятеля. У вихідні він ночує в чергової тимчасової знайомої, а потім все повторюється знову. Глинур нудиться через рутинне життя в холодній, малонаселеній країні, де всі одне одного знають, всі одне з одним спали, його гнітять поїздки до родичів у передмісті, сімейні вечері з безглуздими розмовами про одне й те ж.
На Різдво мати Глинура приводить у дім свою іспанську подругу, вчительку танців Лолу (Вікторія Абріль), відкриту лесбійку, а сама їде на свята до родичів. У результаті бурхливої ночі, проведеної в клубі, Глинур і Лола опиняються в одному ліжку. Після повернення мати зізнається, що Лола не просто її подруга, а коханка. Спогади про ту ніч, якась подоба закоханості і недоступність Лоли не дають спокою Глинуру і змушують на деякий час вирватися з нудної одноманітності. Незабаром він дізнається, що Лола вагітна, і хоча вона стверджує, що донором сперми був інший, Глинур не сумнівається, що дитина від нього. Він обурений, що Лола приховує правду від його матері, і в пориві гніву здійснює низку необдуманих вчинків.
Зрештою Глинур, залишивши прощальну записку, лягає на вершині пагорба, аби замерзнути на пронизливому ісландському вітрі під снігом, але незабаром змінює думку. Фільм завершується сценою, де Глинур, його мати і Лола втрьох ростять дочку, а сам він знаходить роботу.

## Цікаві факти
- Число 101 у назві фільму означає поштовий індекс центральної частини Рейк'явіка.
- Музику до фільму написав соліст британського гурту Blur Деймон Алберн.
- Коли режисер Балтасар Кормакур запросив до участі у зйомках іспанку Вікторію Абріль, вона спершу відмовилася. Прочитавши перші рядки сценарію, де було написано «Ласкаво просимо до Ісландії, зараз 3 година ранку, температура за бортом мінус 15 градусів за Цельсієм, бажаємо вам приємного перебування», вона вирішила, що неможливо зняти фільм за температури мінус 15 і навіть не стала дочитувати сценарій до кінця.

## Нагороди
| Нагороди                              | Нагороди | Нагороди                                 | Нагороди                              | Нагороди                              |
| ------------------------------------- | -------- | ---------------------------------------- | ------------------------------------- | ------------------------------------- |
| Фестиваль / Премія                    | Рік      | Нагорода                                 | Категорія                             | Переможець                            |
| Edda Awards                           | 2000     | Edda Award                               | Найкращий сценарій Найкращий звук     | Балтасар Кормакур К'яртан К'яртанссон |
| Міжнародний кінофестиваль у Локарно   | 2000     | Youth Jury Award                         |                                       | Балтасар Кормаукур                    |
| Нордичний кінофестиваль у Любеку      | 2000     | Prize of the Ecumenical Jury             |                                       | Балтасар Кормаукур                    |
| Кінофестиваль у Пулі                  | 2001     | Big Golden Arena                         | Європейський конкурс: Найкращий фільм | Балтасар Кормаукур                    |
| Rouen Nordic Film Festival            | 2001     | Великий приз журі                        |                                       | Балтасар Кормаукур                    |
| Міжнародний кінофестиваль у Тбілісі   | 2001     | Приз Союзу грузинських кінематографістів |                                       | Балтасар Кормаукур                    |
| Міжнародний кінофестиваль у Салоніках | 2000     | FIPRESCI Prize                           | Parallel Sections                     | Балтасар Кормаукур                    |
| Міжнародний кінофестиваль у Торонто   | 2000     | Discovery Award                          |                                       | Балтасар Кормаукур                    |